# دهه ۱۷۰۰ (پیش از میلاد)
دهه ۱۷۰۰ (پیش از میلاد) صد و هفتادمین دهه قبل از مبدا شروع تقویم میلادی است.

## رویدادها
- پیرامون ۱۷۰۰ پیش از میلاد، واپسین ماموت پشمالو در جزیره ورانگل منقرض شد.
- پیرامون ۱۷۰۰ پیش از میلاد شهر کنوسوس در کرت در آتش سوخت.
- پیرامون ۱۷۰۰ پیش از میلاد؛ آغاز کار با آهن در تمدن اژه‌ای
- پیرامون ۱۷۰۰ پیش از میلاد؛ پایان تمدن دره سند و آغاز فرهنگ گورستان ایچ
- پیرامون ۱۷۰۰ پیش از میلاد؛ آغاز پادشاهی لیله‌ایرتاش در ایلام
- پیرامون ۱۷۰۰ پیش از میلاد؛ آغاز عصر برنز در چین
- پیرامون ۱۷۰۰ پیش از میلاد؛ پایان تمدن آمودریا

## چهره‌های سرشناس
- جیه واپسین فرمانروای دودمان شیا
- لیله‌ایرتاش پادشاه ایلام
- ریم‌سین یکم پادشاه لارسا
- حمورابی